# Plagne, Ain

Plagne este o comună în departamentul Ain din estul Franței.